# Erssjön
Erssjön är en sjö i Vänersborgs kommun i Västergötland och ingår i Bäveåns huvudavrinningsområde.